# 西之院 (大田区)
西之院（にしのいん）は、東京都大田区池上にある日蓮宗の寺院。池上本門寺の子院。

## 概要
六老僧（日蓮の高弟）の一人、日興の庵室として創建した。開創はおよそ半世紀後日法（日興の弟子）を開山に鎌倉時代末という。その後江戸時代の寛政年間に宝樹坊（日法の庵室）を合併する。

## 交通アクセス
- 東急池上線池上駅から徒歩11分（経路案内）。

## 参考資料
- 日蓮宗寺院大鑑編集委員会『宗祖第七百遠忌記念出版 日蓮宗寺院大鑑』大本山池上本門寺 (1981年)
- 「小さな旅池上の寺めぐり」池上朗師講　平成14年
- 「池上村 本門寺 西之坊」『新編武蔵風土記稿』 巻ノ45荏原郡ノ7、内務省地理局、1884年6月。NDLJP:763981/80。